# ロレンツォ・イル・マニーフィコの肖像
『ロレンツォ・イル・マニーフィコの肖像』（ロレンツォ・イル・マニーフィコのしょうぞう、伊: Ritratto di Lorenzo il Magnifico、英: Portrait of Lorenzo the Magnificent）は、『画家・彫刻家・建築家列伝』の著者でもあるイタリアのマニエリスム期の画家ジョルジョ・ヴァザーリが1534年ごろ、板上に油彩で制作した肖像画である。1492年に死亡したフィレンツェ共和国の支配者ロレンツォ・デ・メディチを表している。作品はヴァザーリの顧客であったオッターヴィオ・デ・メディチにより委嘱されたが、彼は著名であった自身の先祖ロレンツォを記念するとともに、共和国後のフィレンツェにおけるメディチ家の再支配を正当化する意図を持っていた。作品は現在、フィレンツェのウフィツィ美術館に所蔵されている。

## 作品

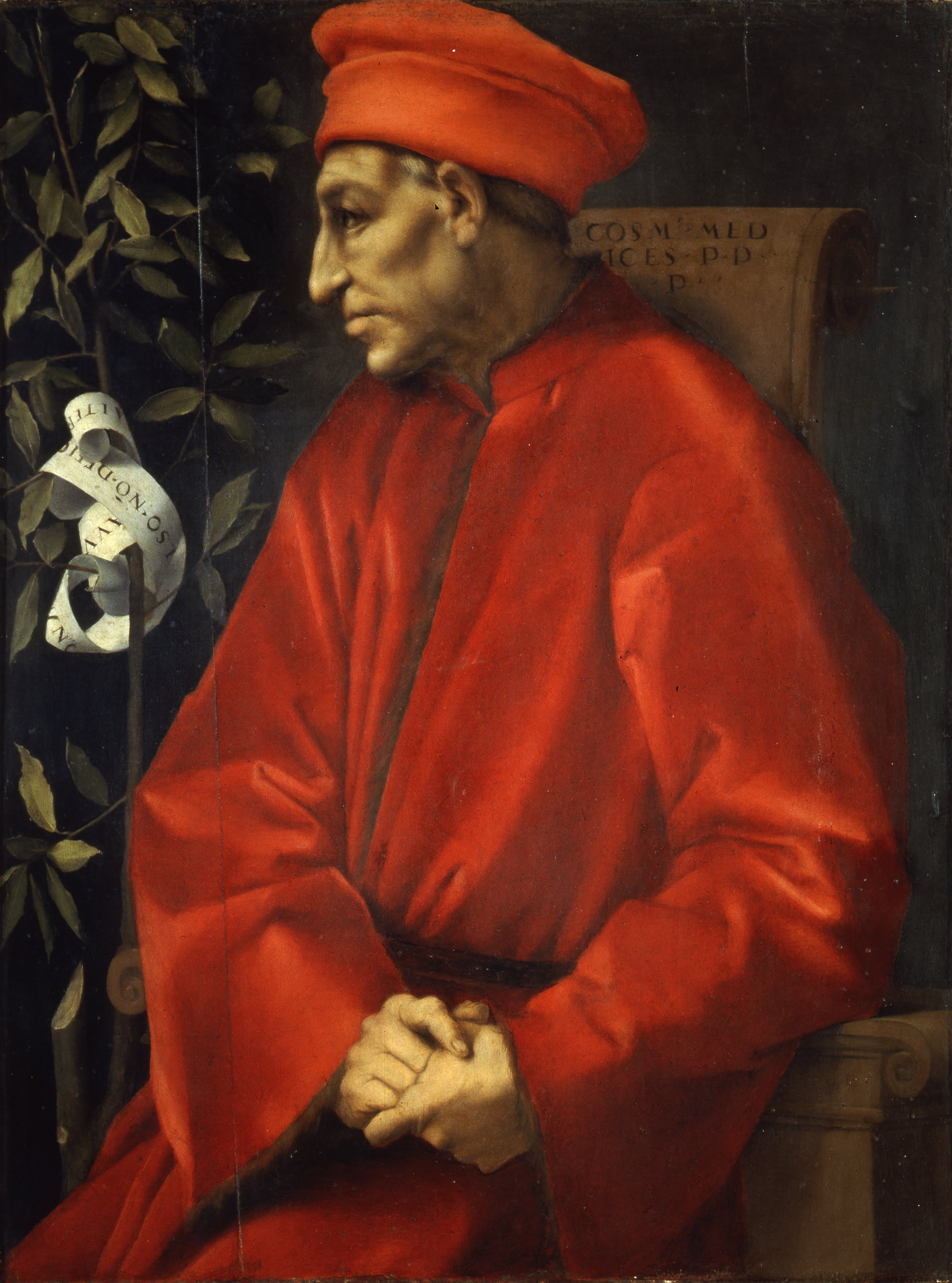
ポントルモ『コジモ・イル・ヴェッキオの肖像』 (1519-1520年) 、ウフィツィ美術館

作品は、様式的にポントルモがやはりモデルの死亡後に制作した『コジモ・イル・ヴェッキオの肖像]』 (ウフィツィ美術館) に類似している。実際、ヴァザーリは、本作をポントルモの肖像画の対作品として同じポーズで人物を描いたのである。
ロレンツォ・デ・メディチは、カラーとオコジョの毛皮の袖が付いたチュニックを身に着け、横顔で遠くを見る眼差しをした座像で描かれている。顔はやや傾けられ、彼に政治的指導者というよりは思想家、哲学者の風貌を与えている。ロレンツォは、ラテン語の銘文が記された様々な古代の事物に取り囲まれている。本作の複雑な図像は、おそらくヴァザーリのアドバイザーで友人であったパオロ・ジョーヴィオにより決められた。彼は学識ある歴史家・伝記作者で、肖像画はモデルの人物を特徴づけるのに役立つ文言のある銘文を伴なうべきであると信じていた。
ロレンツォはキアロスクーロの背景の中に登場しており、いくつかの象徴的な事物が銅色で描かれている。ロレンツォが寄りかかっている画面左側の柱には、「私の先祖が私にしてくれたように、私は自身の徳により子孫たちを啓蒙する」という銘文がある。柱の上のオイル・ランプには奇怪な仮面が載っているが、ヴァザーリによると、ランプの油が仮面の額にこぼれ、その大きく開けられた口から突き出ているパピルス紙の芯に火を灯す。パピルスが周囲の事物を照らすように、ロレンツォの雄弁さと知恵が続く後継者たちの道を指し示す。
右側にはもう1つの柱があり、そこには「徳が悪徳に勝利する」という銘文がある。「悪徳」は柱の上にある怪物の仮面に象徴されており、精緻な彫刻が施され、「すべての徳の水差し」という銘文が付いた水差しが怪物の仮面を押しつぶしている。さらにもう1つの仮面が水差しの口に掛かっているが、それはヴァザーリによれば「清らかで、美しいもの」と定義され、すべての徳の報奨である。
かくして、絵画が表しているのは、ロレンツォが徳を行使したことによって、純粋な魂として後継者に記憶、賞賛されているということである。ロレンツォが先祖から受け継いだ優れた特質は後継者にも受け継がれており、彼らをフィレンツェの指導者として正当化する。
本作は、いわゆる「分断された肖像画」である。すなわち、象徴的な事物に囲まれた肖像であり、2つの側面において複雑な絵画となっている。